# O Selvagem
The Wild One (bra/prt: O Selvagem) é um filme estadunidense de 1953, do gênero drama, dirigido por László Benedek, com roteiro de John Paxton e Ben Maddow baseado no conto "The Ciclists' Raid", de Frank Rooney, publicado na revista Harper's em janeiro de 1951.

## Sinopse
Grupo de motoqueiros chega a uma pequena cidade da Califórnia, e seu líder se envolve com a filha do xerife local. Só que o líder da gangue rival não pretende facilitar a vida dele.

## Elenco principal
- Marlon Brando...Johnny Strabler/narrador
- Mary Murphy...Kathie Bleeker
- Robert Keith...Chefe Harry Bleeker
- Lee Marvin...Chino
- Jay C. Flippen...Xerife Stew Singer
- Peggy Maley...Mildred
- Hugh Sanders...Charlie Thomas
- Ray Teal...Tio Frank Bleeker

## Legado
Este filme é célebre por ter sido pioneiro a abordar as gangues de motoqueiros, que mais tarde apareceriam em filmes como The Wild Angels (Roger Corman, 1966) e Easy Rider (Dennis Hopper, 1969). Brando e sua jaqueta de couro se tornariam um ícone cultural da década de 1950.